# Espanés
Espanés és un municipi francès, situat al departament de l'Alta Garona i a la regió d'Occitània.